# Bjørn Andreas Bull-Hansen
Bjørn Andreas Bull-Hansen, född i Oslo 18 augusti 1972, är en norsk författare och styrkelyftare. 

## Biografi
Bull-Hansen har studerat på civilekonomprogrammet vid Handelshøyskolen BI i Oslo. Han har över tjugo år bakom sig som styrkelyftare och har bland annat vunnit norska mästerskapen och kommit trea i EM. Han slog under sin karriär flera norska rekord på såväl junior- som seniornivå. Enligt egen utsaga var det sviterna efter en bilolycka 1995 som tvingade honom att ge upp idrottskarriären och studierna. I stället fick han tid att börja skriva. Han har dock senare återupptagit styrkelyftet och åter etablerat sig på elitnivå. 
Den litterära debuten kom 1996 med Syv historier fra Vestskogen (titeln betyder "Sju berättelser från Västskogen", men boken är inte utgiven på svenska). Han har också gett ut romanserien Horngudens tale som han själv helst kategoriserar som episk litteratur. Vidare har han skrivit science fiction-dystopin Profetier och trilogin om Evv Lushon.
Jotnens hjemkomst, utgiven 2010, är den första delen i Bull-Hansens senaste trilogi, där andra delen Før de ni verdener styrter kom ut 2011 och den avslutande Ragnarok 2012.
Bull-Hansen har periodvis deltagit i samhällsdebatten och bland annat kritiserat norska TV2 för att visa Strongmantävlingar, en tävlingsgren associerad med dopning. Han har också uttalat sig i djurrättsfrågor.
Bull-Hansen är också aktiv seglare och har bland annat soloseglat från Afrika till Norge. Han har i flera år varit regelbunden kåsör i det norska seglingsmagasinet Seilas. Båtintresset skiner igenom även i hans skönlitterära författande. Han skriver utförligt om segling och båtbygge i romanerna Anubis och Evercity.

## Stil
Bull-Hansens författande karaktäriseras av hans person- och naturskildringar. Huvudpersonerna befinner sig ofta under stor press och ställs inför många moraliska dilemman. Flera av dem lider av trauman och psykiska problem. Författarens yrkesmässiga erfarenhet av psykologi skiner igenom i personskildringarna.

## Fotnoter
1. ↑  Bild av Bull-Hansen med hund vid en demonstration mot djurförsök utanför Løken gård.